# Autoportret (obraz Czesława Tańskiego)
Autoportret – obraz olejny (autoportret) namalowany przez polskiego malarza i „ojca polskiego lotnictwa” Czesława Tańskiego w 1927.
Artysta uwiecznił się na obrazie w pozycji stojącej we wnętrzu swojego atelier podczas malowania kolejnego dzieła umieszczonego na sztaludze. Ubrany jest w kombinezon, w prawej dłoni trzyma pędzel, a na stoliku obok innych pędzli leżą palety i farby. Nad głową Tańskiego widać figurę konia z uniesioną przednią prawą nogą.
Obraz znajduje się w zbiorach Muzeum Narodowego w Warszawie.